# 文樂

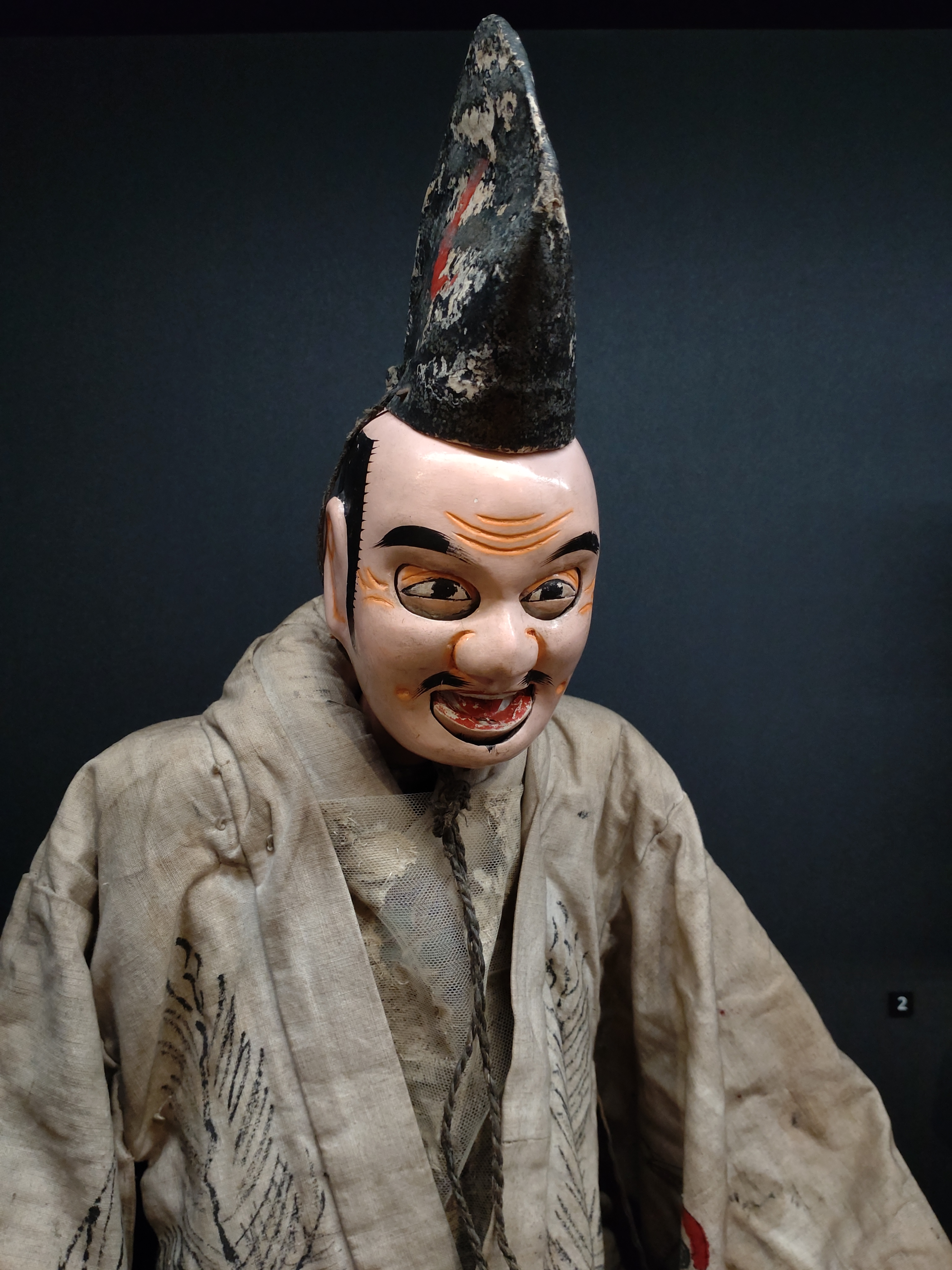
文樂三番叟戲偶

文樂本來是指專門演出人形淨瑠璃的劇場。但現在，文樂常常用於黛稱日本傳統藝能之一的人形劇、人形淨瑠璃。文樂目前已列為人類非物質文化遺產代表作名錄之中。

## 內容
义大夫（一種說唱敘事形式）、三味線、木偶表演（人形遣い）被稱為文樂的「三業」，也是構成的文樂的三大要素。

## 歷史
日本政府設立的国立文樂劇場於1984年在大阪開幕，定期進行文樂的演出。

## 外部連結
- 日本芸術文化振興会（国立劇場）・文楽への誘い （页面存档备份，存于）
- 財団法人 文楽協会 （页面存档备份，存于）
- 文楽への招待（読売新聞大阪）
- 淡路人形浄瑠璃・淡路人形座
- 床本集（ようこそ文楽へ - 鶴澤八介メモリアル「文楽」ホームページ）[永久]